# Médaille d'honneur de l'Assemblée nationale du Québec
Ne doit pas être confondu avec Médaille de la présidence de l'Assemblée nationale.
La médaille d'honneur de l'Assemblée nationale du Québec est une distinction décernée par le président de l'Assemblée nationale du Québec en reconnaissance à des personnalités québécoises et étrangères qui se sont distinguées par leur carrière, leurs travaux ou leur engagement.

## Choix des candidats
Les récipiendaires sont choisis à partir d'une recommandation unanime au président de l’Assemblée nationale provenant d’un comité formé de députés représentant tous les groupes parlementaires. Ces derniers se réunissent à huis clos une à deux fois par année.

## Récipiendaires
Voici quelques exemples de récipiendaires de la Médaille d'honneur

### Sport
2004 : Georges Leblanc
2020 : Laurent Duvernay-Tardif

### Musique
2009 : Beau Dommage
2023 : Les Cowboys Fringants

### Arts de la scène
2022 : Claude de Grandpré